# 7 wonders
7 wonders  és un joc de cartes estratègic basat en les set meravelles del món antic. És un joc en el qual hi poden participar entre 2 i 7 jugadors (fins a 8 tenint l'expansió Cities). A més, té un valor afegit; és ràpid, ja que quan coneixes les regles dura menys de 40 minuts. El 2011 va guanyar el premi al joc complex de l'any (Kennerspiel) concedit per Spiel des Jahres. L'autor del joc és el francès Antoine Bauza.
El joc es desenvolupa durant tres períodes, anomenats eres, on cada jugador pot construir-se sis cartes (set a partir de l'expansió Cities) dividides en set tipus: comerç (grogues), edificacions (blaves), ciència (verdes), recursos naturals (marró), recursos manufacturats (gris), militar (vermell) i gremis (lila). A més, es poden utilitzar cartes de líders en rondes prèvies si es compta amb l'expansió Leaders i també es poden construir cartes de ciutat (negres) si es té l'expansió Cities.
Els jugadors han d'obtenir punts en 7 conceptes diferents (diners, batalles, comerç, gremis, ciència, monuments i meravelles) i després fer-ne el sumatori. A l'expansió Leaders s'inclouen els punts per líders i en la de Cities, els punts per cartes negres.

## Meravelles[calcitació]
El joc base compta amb 7 meravelles, que poden ampliar-se a 15 amb les diferents expansions. Al seu torn, cada meravella té dues cares, cadascuna amb mecàniques lleugerament diferents. Cada ciutat també produeix un recurs natural o producte manufacturat diferent. Totes les meravelles tenen tres fases diferents, tot i que la cara B de Gizeh en té 4 i la cara B de Rodes en té només 2.
| Meravella  | Cara | Recurs  | Fase 1         | Fase 1                                                                   | Fase 2               | Fase 2                                                             | Fase 3                      | Fase 3                                                         | Fase 4             | Fase 4   |
| Meravella  | Cara | Recurs  | Preu           | Benefici                                                                 | Preu                 | Benefici                                                           | Preu                        | Benefici                                                       | Preu               | Benefici |
| ---------- | ---- | ------- | -------------- | ------------------------------------------------------------------------ | -------------------- | ------------------------------------------------------------------ | --------------------------- | -------------------------------------------------------------- | ------------------ | -------- |
| Gizeh      | A    | Pedra   | 2 pedres       | 3 PV                                                                     | 3 fustes             | 5 PV                                                               | 4 pedres                    | 7 PV                                                           | -                  | -        |
| Gizeh      | B    | Pedra   | 2 fustes       | 3 PV                                                                     | 3 pedres             | 5 PV                                                               | 3 maons                     | 5 PV                                                           | 4 pedres i 1 papir | 7 PV     |
| Rodes      | A    | Or      | 2 fustes       | 3 PV                                                                     | 3 maons              | 2 escuts                                                           | 4 ors                       | 7 PV                                                           | -                  | -        |
| Rodes      | B    | Or      | 3 pedres       | 1 escut, 3 PV, 3 monedres                                                | 4 ors                | 1 escut, 4 PV i 4 monedes                                          | -                           | -                                                              | -                  | -        |
| Alexandria | A    | Ampolla | 2 pedres       | 3 PV                                                                     | 2 ors                | Un recurs a escollir                                               | 2 ampolles                  | 7 PV                                                           | -                  | -        |
| Alexandria | B    | Ampolla | 2 maons        | Un recurs a escollir                                                     | 2 fustes             | Un producte manufacturat a escollir                                | 3 pedres                    | 7 PV                                                           | -                  | -        |
| Efes       | A    | Papir   | 2 pedres       | 3 PV                                                                     | 2 fustes             | 9 monedes                                                          | 2 papirs                    | 7 PV                                                           | -                  | -        |
| Efes       | B    | Papir   | 2 pedres       | 2 PV i 4 monedes                                                         | 2 fustes             | 3 PV i 4 monedes                                                   | 1 papir, 1 tela i 1 ampolla | 5 PV i 4 monedes                                               | -                  | -        |
| Olimp      | A    | Fusta   | 2 fustes       | 3 PV                                                                     | 2 pedres             | Perment construir 1 carta per era sense cost                       | 2 ors                       | 7 PV                                                           | -                  | -        |
| Olimp      | B    | Fusta   | 2 fustes       | Abarateix el comerç amb els jugadors de dreta i esquerra de 2 a 1 moneda | 2 pedres             | 5 PV                                                               | 2 ors i 1 tela              | Permet replicar un gremi del jugador de la dreta o l'esquerra. | -                  | -        |
| Halikarnàs | A    | Tela    | 2 maons        | 3 PV                                                                     | 3 ors                | Permet triar una carta descartada i construir-la sense cost        | 2 teles                     | 7 PV                                                           | -                  | -        |
| Halikarnàs | B    | Tela    | 2 ors          | Permet triar una carta descartada i construir-la sense cost i 2 PV       | 3 maons              | Permet triar una carta descartada i construir-la sense cost i 1 PV | 1 tela, 1 papir, 1 ampolla  | Permet triar una carta descartada i construir-la sense cost    | -                  | -        |
| Babilònia  | A    | Maons   | 2 maons        | 3 PV                                                                     | 3 fustes             | Permet escollir 1 símbol científic d'entre els 3 que hi ha         | 4 maons                     | 7 PV                                                           | -                  | -        |
| Babilònia  | B    | Maons   | 1 tela i 1 maó | 3 PV                                                                     | 2 fustes i 1 ampolla | Permet construir les dues últimes cartes de la baralla             | 3 maons i 1 papir           | Permet escollir 1 símbol científic d'entre els 3 que hi ha     | -                  | -        |